# Colle Brianza
Colle Brianza (lombardul: Còll Brianza) település Olaszországban, Lombardia régióban, Lecco megyében. Lakosainak száma 1766 fő (2023. január 1.). Colle Brianza Airuno, Castello di Brianza, Ello, Olgiate Molgora, Santa Maria Hoè, Valgreghentino, Dolzago és Galbiate községekkel határos.

## Népesség
A település lakossága az elmúlt években az alábbi módon változott:
| Lakosok száma | 1731 | 1722 | 1766 |
|               | 2017 | 2018 | 2023 |